# Federazione di pallamano della Spagna
La Federazione di pallamano della Spagna (spa.: Real Federación Española de Balonmano) è l'ente che governa la pallamano in Spagna.

È affiliata alla International Handball Federation e alla European Handball Federation.

La federazione assegna ogni anno il titolo di campione di Spagna e le coppe nazionali sia maschili sia femminili.

Controlla e organizza l'attività delle squadre nazionali.

La sede amministrativa della federazione è a Madrid.

## Presidenti
| Anno        | Presidente                       |
| ----------- | -------------------------------- |
| 1941 → 1954 | Emilio Suárez Marcelo            |
| 1954 → 1956 | Emilio García Martín             |
| 1956 → 1962 | José Ángel Castro Fariñas        |
| 1962 → 1965 | Carlos Albert Aceituno           |
| 1965 → 1972 | Alberto San Román y de La Fuente |
| 1972 → 1981 | Félix Sánchez-Laulhe             |
| 1981 → 1989 | Roberto Tendero Llofriu          |
| 1989 → 1990 | Javier Loinaz Dolhagaray         |
| 1990 → 1992 | Jesús López Ricondo              |
| 1992 → 1996 | Domingo Bárcenas                 |
| 1996 → 2008 | Jesús López Ricondo              |
| 2008 → 2013 | Juan de Dios Román               |
| 2013 →      | Francisco Vidal Blázquez García  |

## Squadre nazionali
La federazione controlla e gestisce tutte le attività delle squadre nazionali spagnole.
- Nazionale di pallamano maschile della Spagna
- Nazionale di pallamano femminile della Spagna

## Competizioni per club
La federazione annualmente organizza e gestisce le principali competizioni per club del paese.
- Campionato spagnolo di pallamano maschile
- Campionato spagnolo di pallamano Femminile
- Coppa del Re
- Coppa della Regina
- Coppa ASOBAL
- Coppa ABF
- Supercoppa di Spagna di pallamano maschile
- Supercoppa di Spagna di pallamano femminile